# Oude Raadhuis van Maagdenburg

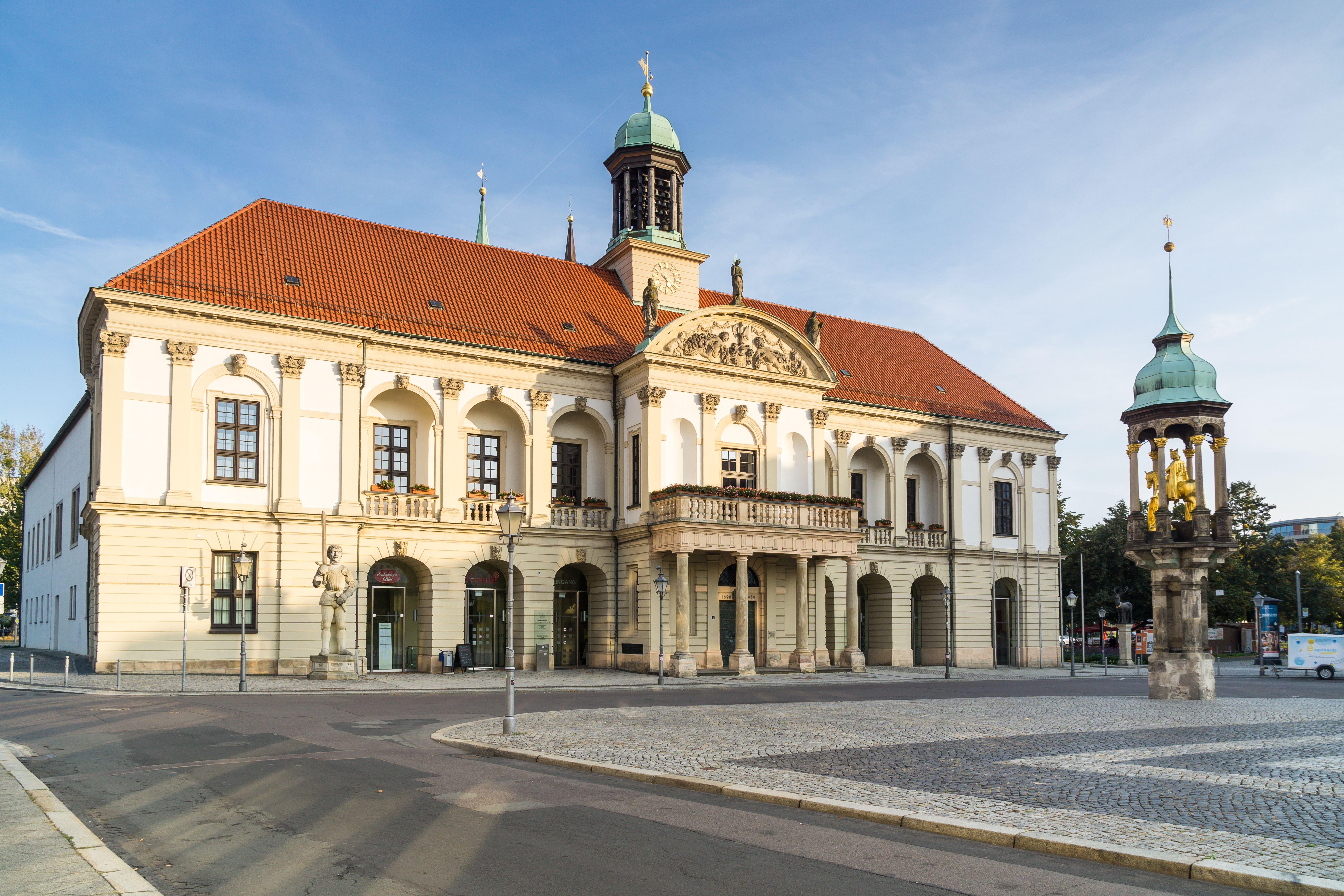
Raadhuis in 2012

Het Oude Raadhuis (Duits: Alte Rathaus) van Maagdenburg bevindt zich op de Alte Markt in het centrum van de stad. Het Nieuwe Raadhuis staat eveneens op de markt en wordt eveneens als stadhuis gebruikt. 

## Geschiedenis
De eerste melding van het gebouw dateert al uit 1244. Nadat het gebouw door een brand verwoest werd in 1293 werd het nog hetzelfde jaar herbouwd. In 1540 werd het gebouw gerenoveerd en uitgebreid. Ook kwam er een klok te hangen in de toren van het gebouw. Tijdens de Dertigjarige Oorlog werd het gebouw andermaal verwoest door een brand en hierbij ging ook het stadsarchief verloren. In het midden van de 17de eeuw werd begonnen met de wederopbouw. Pas in 1713 werd het bouwwerk voltooid. In 1820 werd er een nieuwe toren gebouwd, omdat de vorige bouwvallig was geworden. Doordat het gebouw te klein werd voor de administratie van de stad werd in 1889 ten oosten van het gebouw een nieuw stadskantoor gebouwd. Tussen 1905 en 1907 werd het nieuwe raadhuis gebouwd.
Door luchtaanvallen op 28 september 1944 en 16 januari 1945 werd het gebouw opnieuw zwaar beschadigd, waarbij het nieuwe raadhuis zelfs volledig uitbrandde. In 1950 werd begonnen met de wederopbouw van beide gebouwen. Pas in 1979 was het gebouw klaar. 
Zowel het oude als het nieuwe raadhuis wordt gebruikt door de stad. In de kelder van het oude raadhuis bevindt zich al sinds 1631 een restaurant (Ratskeller).